# Chablis (wijnstreek)

Detailkaart Chablis

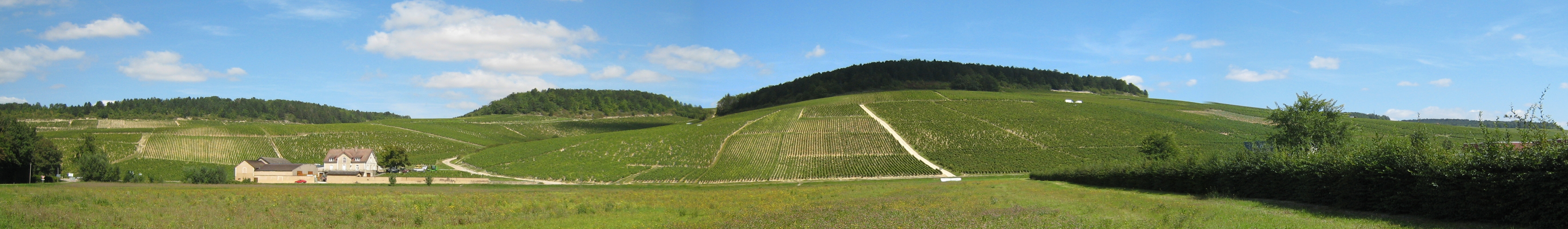
Wijngaarden in Chablis

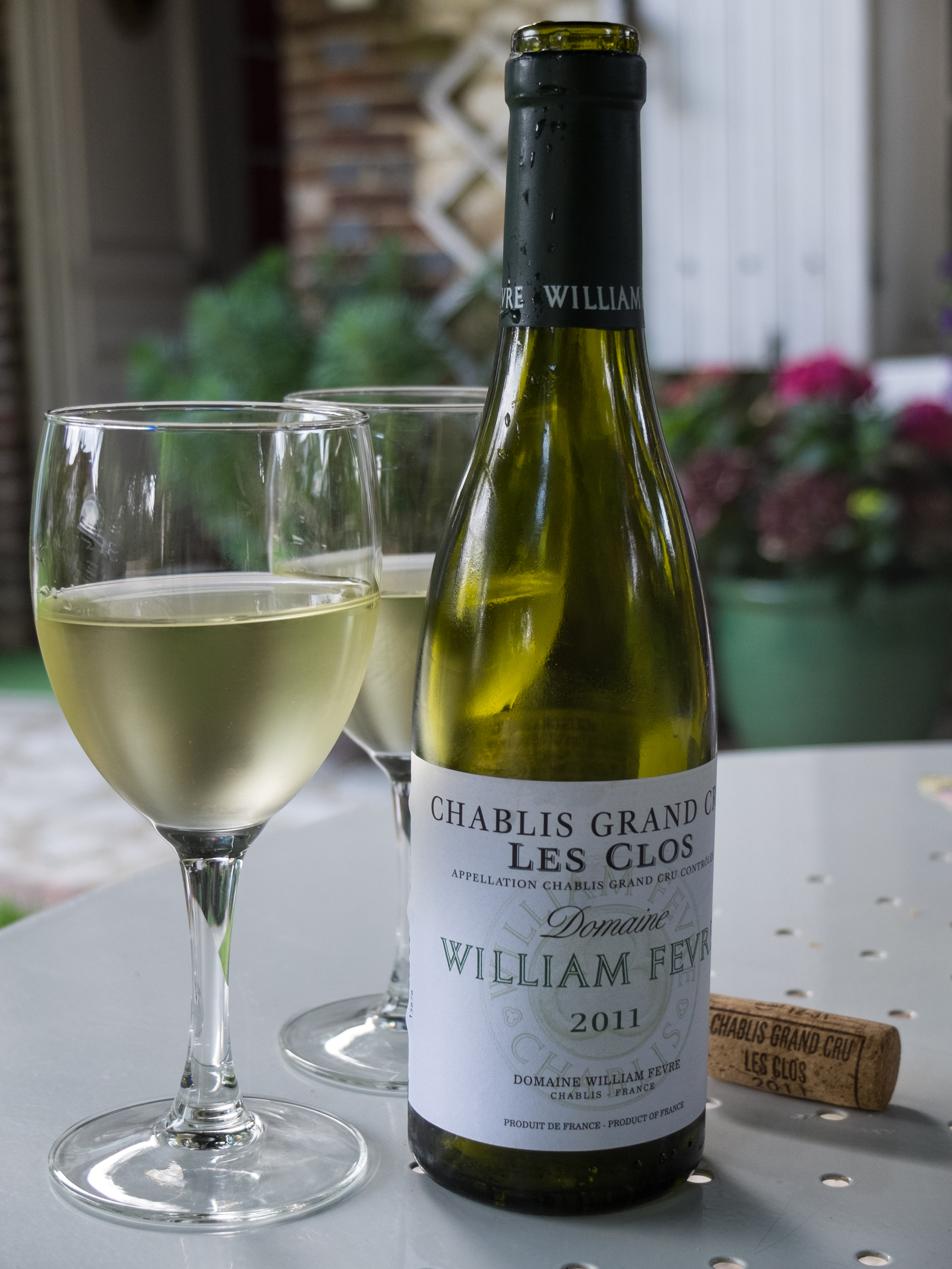
Chablis Grand Cru

Chablis is een streek in Frankrijk, zo'n 180 kilometer ten zuidoosten van Parijs, 100 kilometer ten noordwesten van Dijon.  De wijngaarden liggen in een straal van 5 kilometer rond het stadje Chablis. De beste wijnen komen van de hellingen tegenover het stadje, aan de andere kant van het riviertje Serein.  De grond bestaat uit een mengsel van kalk, klei en fossiele mosselen.
Dit wijnbouwgebied wordt vaak bedreigd door de vorst en dit tot ver in de maand mei. Er zijn twee technieken ter bestrijding van de vorst. De eerste is gebaseerd op het verwarmen door middel van oliekachels die men tussen de rijen wijnranken plaatst. De tweede techniek bestaat in het besproeien van de wijnranken met water, waardoor een ijslaag de jonge ranken voor verdere afkoeling beschermt.
De enige druivensoort die volgens de wet op herkomstbenaming (AOC) verbouwd mag worden is de beaunois, de plaatselijke benaming voor de chardonnay. Chablis is een beendroge witte wijn die geliefd is als begeleider van met name visgerechten. Vooral in combinatie met oesters wordt de wijn aangeraden en wordt daarom ook wel oesterwater genoemd.
Chablis kent vier appellations die als classificatie kunnen worden beschouwd. Van hoog naar laag zijn dit:
- Appellation Chablis Grand Cru Contrôlée
- Appellation Chablis Premier Cru Contrôlée
- Appellation Chablis Contrôlée
- Appellation Petit Chablis Contrôlée

De meest noordelijke productie-locaties binnen de Chablis voeren de AOC "Petit Chablis".